# Free (Gavin DeGraw-album)
 For alternative betydninger, se Free. (Se også artikler, som begynder med Free)
Free er det tredje album lavet af den amerikanske pop/rock sanger, Gavin DeGraw. Albummet blev udgivet i marts 2009 af J Records.